# انحطاط (فیلم ۱۹۲۷)
«انحطاط» (انگلیسی: Downhill) فیلمی صامت در ژانر درام به کارگردانی آلفرد هیچکاک است که در سال ۱۹۲۷ منتشر شد. از بازیگران آن می‌توان به آیوور نوولو، ایزابل جینز، ایان هانتر و بن وبستر اشاره کرد.